# Alfred E. Smith

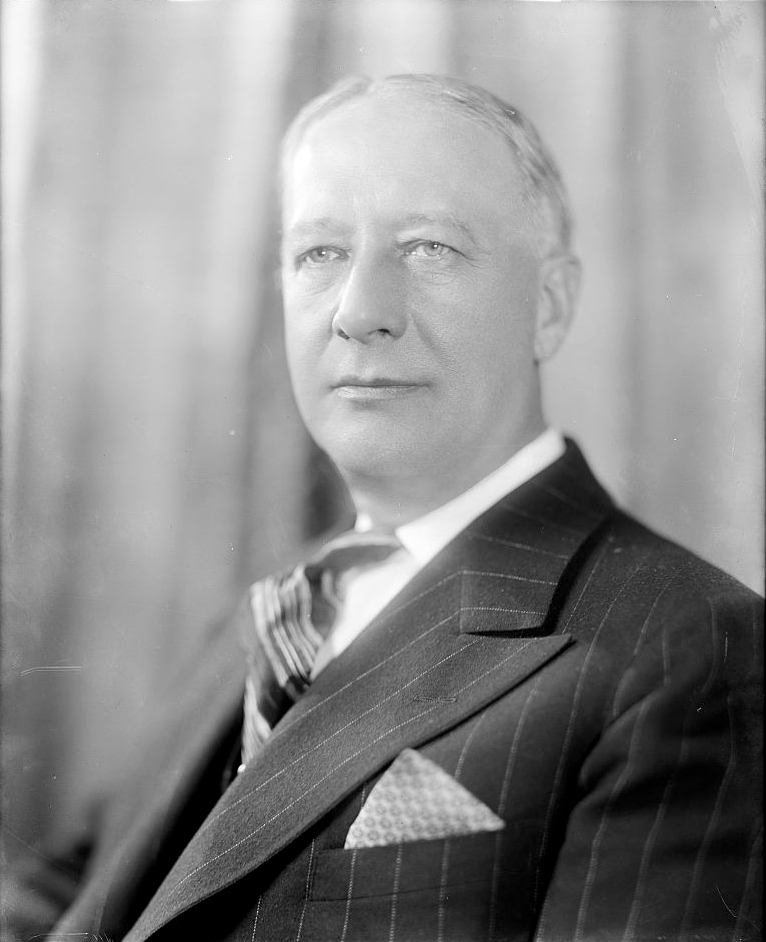
Al Smith

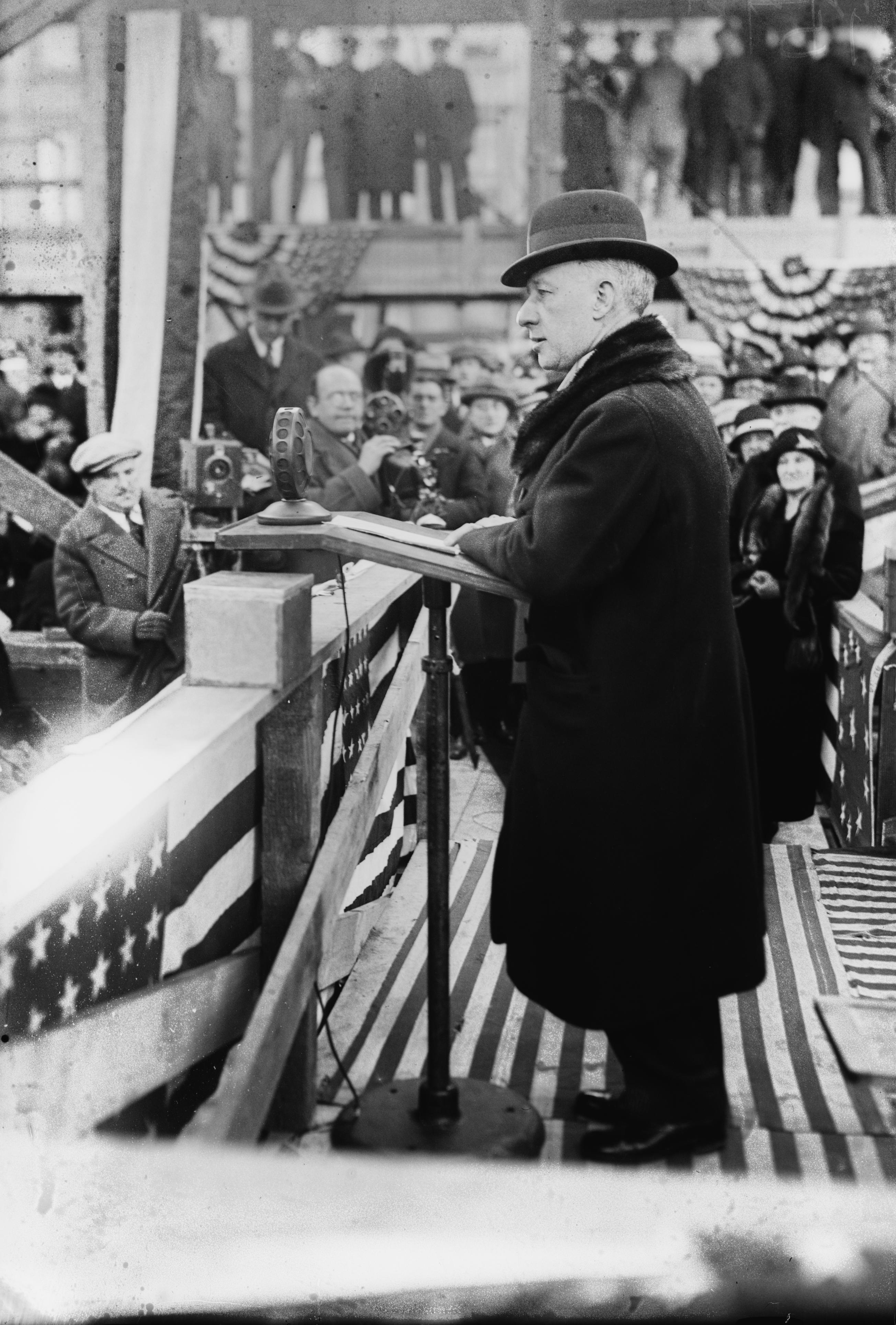
Al Smith bei einer Rede

Alfred Emanuel Smith, meist nur Al Smith genannt, (* 30. Dezember 1873 in New York City; † 4. Oktober 1944 ebenda) war ein US-amerikanischer Politiker und mehrmaliger Gouverneur des US-Bundesstaates New York. 1928 kandidierte er für die Demokraten bei der US-Präsidentenwahl, unterlag jedoch dem amtierenden republikanischen Handelsminister Herbert Hoover. Er war der erste katholische Kandidat einer der großen Parteien.

## Leben

### Herkunft
Im Einwandererviertel der Lower East Side von Manhattan geboren, hatte Smith deutsche, italienische, englische und irische Vorfahren. Katholisch getauft, identifizierte er sich selbst vor allem als irischer Abstammung. Ohne höhere Schulbildung aufgewachsen, arbeitete Smith zunächst auf New Yorker Märkten, um seine Familie zu unterstützen.

### Politische Karriere

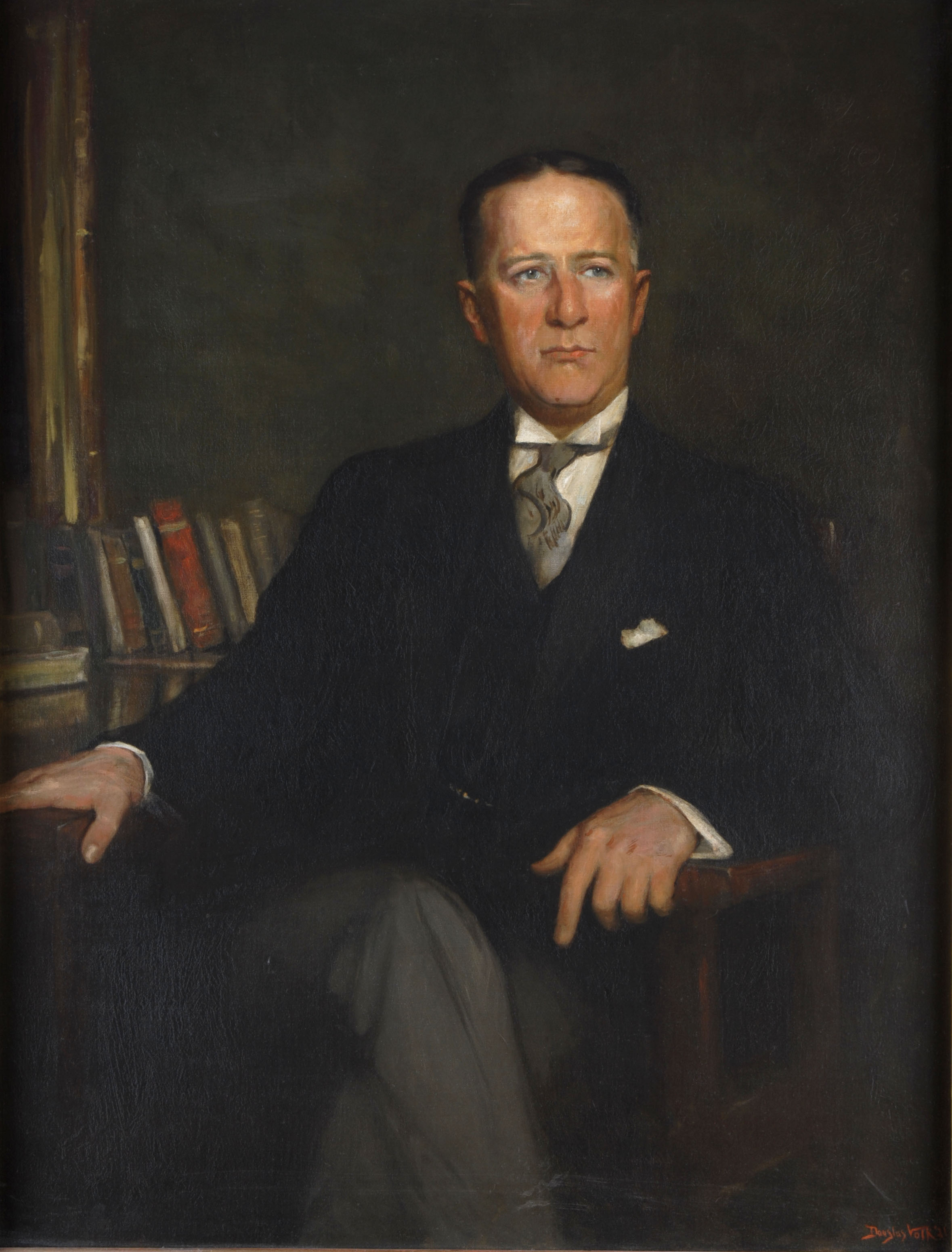
Smiths offizielles Porträt als Gouverneur von New York

Ab 1895 für die Demokraten politisch aktiv, wurde Smith 1903 zum Abgeordneten der State Assembly, des Abgeordnetenhauses des Staates New York, gewählt. Politisch setzte er sich vor allem für die Rechte der Einwanderer und Arbeiter ein, so auch als stellvertretender Vorsitzender des Untersuchungsausschusses zum Brand der Triangle Shirtwaist Factory, bei dem 146 Menschen ums Leben gekommen waren. Smith initiierte danach erste Arbeitsschutzgesetze. 1911 wurde er Fraktionsführer der Demokraten und von 1913 bis 1914 Sprecher des Hauses. 1915 wählten ihn die Bürger des New York County zum Sheriff, dem Leiter der Polizeibehörde von Manhattan.
1918 wurde Smith zum Gouverneur von New York gewählt; er war damit der erste Irisch-Amerikaner, der diesen Posten in einem US-Bundesstaat bekleidete. Seine erste Amtszeit umfasste die Jahre 1919 bis 1920, in diesem Jahr verlor er die Wahl gegen den Republikaner Nathan Lewis Miller. Als profilierter Vertreter des Progressive Movement gelang ihm die Wiederwahl für das Jahr 1922. Bei den nächsten beiden Wahlen konnte er seinen Posten behaupten und er blieb bis Ende 1928 Gouverneur. Sein Nachfolger wurde Franklin D. Roosevelt.

### Präsidentschaftskandidatur
1928 schaffte es Smith als erster Katholik, von einer der beiden großen Parteien der USA als Präsidentschaftskandidat nominiert zu werden. Joseph Taylor Robinson, US-Senator für Arkansas, wurde sein Running Mate als Vizepräsidentschaftskandidat. In der wirtschaftlichen Hochphase der Roaring Twenties hatte Smith gegen Herbert Hoover, den Kandidaten der Republikaner und Handelsminister des 1928 amtierenden Präsidenten Calvin Coolidge, keine Chance. Der Wahlkampf drehte sich um Wirtschaftspolitik, das von Smith kritisierte Prohibitionsgesetz und Smiths Vorschläge zur Verbesserung der Bürgerrechte von Afroamerikanern. Er verlor mit 41 % zu 58 % sehr deutlich, obwohl er immerhin in den zwölf größten Städten der USA die Stimmenmehrheit erzielt hatte. Anti-katholische Polemiken, er würde mehr auf den Papst in Rom als auf die Verfassung der Vereinigten Staaten hören, hatten zu dieser Niederlage beigetragen.

### Rückzug aus der Politik und letzte Jahre
Nachdem sein Nachfolger Roosevelt das Amt des Gouverneurs übernommen hatte, wechselte Smith in die Privatwirtschaft. Er wurde Präsident der Empire State Corporation, die für den Bau des Empire State Building gegründet worden war. Im September 1930 legte er den Grundstein für das lange Zeit höchste Gebäude der Welt.
1932 versuchte er nochmals, Präsidentschaftskandidat der Demokraten zu werden, scheiterte jedoch an Roosevelt. Dessen New Deal wurde von Smith vehement bekämpft, unter anderem als Führer der von ihm mitbegründeten American Liberty League. Bei den Präsidentschaftswahlen 1936 und 1940 unterstützte er daher die republikanischen Gegenkandidaten zu Roosevelt, obwohl sich sowohl Alf Landon als auch Wendell Willkie nicht generell gegen den New Deal aussprachen. Zu Eleanor Roosevelt, der Frau des Präsidenten, behielt er dennoch ein gutes Verhältnis.
Im Oktober 1944 starb Smith im Rockefeller Institute Hospital in New York, fünf Monate nach dem Tod seiner Frau Catherine, mit der er seit 1900 verheiratet war und fünf Kinder hatte.

## In der Kunst
- In Harry Turtledoves Roman Southern Victory Series, in dem die Konföderierten Staaten von Amerika den Sezessionskrieg gewonnen haben, wird Smith 1936 zum sozialistischen Präsidenten der Nordstaaten gewählt und residiert in der Hauptstadt Philadelphia, wo er 1942 von konföderierten Truppen getötet wird.
- Smith und Franklin D. Roosevelt wurden von Lee DeForest auf der Convention der Demokraten 1924 gefilmt. Der Film befindet sich in der Library of Congress.
- In Frank Capras Film It’s a Wonderful Life wird eine Zeitung eingeblendet, in der die Schlagzeile “Smith Wins Nomination” auftaucht.
- Smith wurde von Alan Bunce im Spielfilm Sunrise at Campobello dargestellt.
- Im Dokumentarfilm Prohibition von Ken Burns wird der Wahlkampf 1928 thematisiert.

## Weiteres
Das nach Smith benannte Alfred E. Smith Memorial Foundation Dinner ist eine seit 1945 jährlich stattfindende Fundraising-Veranstaltung, die im Waldorf-Astoria-Hotel in New York am dritten Donnerstag im Oktober abgehalten wird. Seit 1960 gehört es zur Tradition, dass die beiden Hauptkandidaten der US-Präsidentschaftswahl teilnehmen.